# Молотовня
Молото́вня (бел. Малато́ўка, Малатоўня) — речка в Мстиславском районе Могилёвской области Белоруссии. Правый приток Сожа.
Длина 23 км. Площадь водосборного бассейна — 107 км. Средний наклон реки — 1,6 м/км. Исток у деревни Мышкино Мстиславского района Могилёвской области. Общее направление течения на восток. Протекает через деревни Мышкино, Пирогово, Дубейково, Колтово, Слёзки, Дудчицы, Жигалово, Митьковщина и впадает в Сож возле деревни Подлужье.
В Молотовню впадает ручей Галковский, а также несколько безымянных.